# Сумчатые жабы
Сумчатые жабы (лат. Assa) — род бесхвостых земноводных из семейства австралийских жаб (Myobatrachidae). Обитают в горах Квинсленда и Нового Южного Уэльса, где встречаются на нескольких изолированных горных хребтах во влажных лесах с умеренным или субтропическим климатом.
Долгое время единственным видом рода считалась сумчатая жаба (A. darlingtoni). После проведения генетического исследования сумчатых жаб на протяжении всего их ареала в 2021 году был описан новый вид A. wollumbin. На бёдрах самцов сумчатых жаб обоих видов есть подкожные мешочки, где они носят своих головастиков, которые находятся там до метаморфоза.

## Виды
На июль 2022 года к роду относят 2 вида:
- Assa darlingtoni (Loveridge, 1933) — Сумчатая жаба
- Assa wollumbin Mahony et al., 2021